# Con trai bạn mẹ
Con trai bạn mẹ (Tiếng Hàn: 엄마친구아들; Romanja: Eomma-chingu Adeul) là một bộ phim truyền hình Hàn Quốc năm 2024 với sự tham gia của Jung Hae-in, Jung So-min, Yun Ji-on và Kim Ji-eun,... Phim được dự kiến sẽ có tổng cộng 16 tập, mỗi tập kéo dài khoảng 70 phút. Phim hiện đang được phát sóng chính thức trên kênh truyền hình tvN từ ngày 17/08/2024 vào lúc 21:20 (KST) thứ bảy và chủ nhật hằng tuần; trên nền tảng Netflix và Viki, tùy thuộc vào thỏa thuận phân phối.
Phim đã nhanh chóng leo lên vị trí thứ 2 trong bảng xếp hạng Netflix toàn cầu (hạng mục TV Non-English) chỉ sau 3 ngày phát sóng.

## Cốt truyện
Cốt truyện của bộ phim được sáng tác bởi Shin Ha-eun, xoay quanh câu chuyện kể về mối quan hệ giữa Seung Hyo (Jung Hae-in thủ vai) và cô bạn hàng xóm Seok Ryu (Jung So-min thủ vai). Vì mẹ của cả hai là bạn thân nên Seok Ryu và Seung Hyo cũng quen nhau từ nhỏ. Mặc dù có tính cách khác nhau nhưng họ vẫn là bạn bè, lớn lên cùng nhau từ nhỏ, học chung lớp và trải qua nhiều kỷ niệm đáng nhớ. Ở tuổi 34, Seok Ryu đã bất ngờ nghỉ việc, hủy hôn ở Mỹ để về lại quê hương chung sống cùng gia đình của mình. Sự việc khiến cha mẹ cô vô cùng bàng hoàng và lo lắng cho con gái của mình. Nhưng đó cũng chính là cơ hội để Seok Ryu tìm được tình yêu của đời mình, không ai khác chính là anh chàng hàng xóm Seung Hyo.

## Diễn viên

### Nhân vật chính
- Jung Hae-in trong vai Choi Seung-hyo[1][3]Choi Seung Hyo là con trai của bạn mẹ Seok Ryu. Anh sáng lập công ty kiến trúc Atelier In sau khi phải từ bỏ sự nghiệp trở thành vận động viên bơi lội quốc gia do bị tông khi đi bộ trên đường. Anh không chỉ có sự nghiệp ổn định mà còn sở hữu ngoại hình cuốn hút cùng tính cách tuyệt vời. Tuy nhiên, Choi Seung-Hyo cũng có những kỷ niệm mà anh muốn quên đi hồi còn học trung học, và hầu hết những kỷ niệm đó đều liên quan đến Bae Seok-Ryu.[1]
- Jung So-min trong vai Bae Seok-ryu[1][3]Cô là học sinh của trường Trung học Hyeryeong. Trong suốt thời gian học, cô luôn giữ vị trí đứng đầu lớp. Cô nhanh chóng được nhận vào làm tại một công ty kiến trúc lớn, tên là Griep, có trụ sở tại Mỹ làm việc với vai trò quản lý dự án.[1] Tuy nhiên, vì cuộc sống quá áp lực nên cô quyết định nghỉ việc và từ đó rơi vào tình trạng thất nghiệp. Sau đó, cô bị hôn phu phản bội, nên đã hủy hôn khi lễ cưới chỉ còn 1 tháng rồi trở về nước.[4]
- Kim Ji-eun trong vai Jeong Mo-eum[3][6]Cô là bạn học cùng lớp của Seok-ryu và Seung-hyo. Cô biết rõ hơn bất kỳ ai về chuyện tình của hai người. Cô là bạn thân của Bae Seok Ryu, mang trong người "DNA anh hùng", là một nhân viên cấp cứu 119.[6] Từ nhỏ, cô đã mơ ước khi được trở thành một người hùng, vì vậy cô rất tự hào khi cứu sống mọi người.
- Yun Ji On trong vai Kang Dan-ho[3][7]  Anh là một phóng viên của tờ Cheongwoo Ilbo.[7] Anh đã giúp dọn đường cho Jeong Mo Eun trong một lần cô và đội cô đang lái xe cắp cứu. Sau này, anh chuyển nơi Jeong Mo Eun ở và là hàng xóm mới của cô.[7]

### Nhân vật phụ
- Park Ji-young trong vai Na Mi-sook[3]Mẹ của Seok-ryu.
- Jo Han-chul trong vai Bae Geun-sik[3]Cha của Seok-ryu, chủ một quán ăn nhỏ tại địa phương.
- Jang Young-nam trong vai Seo Hye-sook[3]Mẹ của Seung-hyo, làm việc tại Bộ Ngoại giao.
- Lee Seung-joon trong vai Choi Kyung-jong[3]Cha của Seung-hyo, là một giáo sư khoa cấp cứu.
- Jeon Seok-ho-ho trong vai Yoon Myung-woo[3]Đồng giám đốc điều hành của "Atelier In" và là bạn cùng lớp đại học của Seung-hyo.
- Kim Geum-soon trong vai Do Jae-sook[3]Mẹ của Jeong Mo-eum, người giải quyết vấn đề tiền bạc tại địa phương.
- Han Ye-ju vai Bang In-sook[3]
- Lee Seung-hyub trong vai Bae Dong-jin[3]Em trai của Seok-ryu, người có ước mơ trở thành huấn luyện viên sức khỏe.
- Shim So-young trong vai Lee Na-yun[3]Nhân viên của công ty Atelier In
- Lee Ji-hae trong vai Hwang Young-in[3]Sếp của Kang Dan-ho tại nơi làm việc, trưởng phòng công tác xã hội của tờ Cheongwoo Ilbo.
- Han Joon-woo trong vai Song Hyeon-jun[3]Bạn trai cũ của Seok-ryu.
- Lee Si-hyung trong vai Park Jeong-woo[3]Trưởng phòng cấp cứu của Trung tâm an toàn 119.

### Nhân vật khác
- Roh Yoon-seo trong vai với chính tên cô ấy[3]
- Seo Ji-hye trong vai Jang Tae-Hui[3]